# 香港國際賽馬節
香港國際賽馬節是香港賽馬會為配合香港國際賽事而舉辦的活動，2006年首次舉辦，12月10日於沙田馬場與香港國際賽事同日舉行。

## 主要活動
- 中國廣州雜技團進行雜技表演，包括綢吊、抖空竹、球技及地圈等。
- 國際美食節，有香港、日本、法國、美國及澳洲等多國食品。
- 表演嘉賓為陳奕迅及李樂詩
- 「風火輪」特色煙火匯演

## 外部連結
- 香港國際賽馬節 香港賽馬會
- 香港國際賽馬節 （页面存档备份，存于） 香港旅遊發展局